# Székesfehérvár–Pusztaszabolcs-vasútvonal
A 44-es számú Székesfehérvár–Pusztaszabolcs-vasútvonal egy egyvágányú, nem villamosított transzeurópai vasúti fővonal a Mezőföld északi részén, Fejér vármegyében, melyet 1896-ban nyitottak meg.
A vonalon közlekedő elővárosi személyvonatok menetideje a két végállomás között valamivel több mint fél óra. A megengedett pályasebességet a Pusztaszabolcs–Börgönd szakaszon 2009-ben 40-ről 100 km/órára, a Börgöndtől Szabadbattyánig húzódó szakaszon 60 km/órára emelték, a Börgönd-Székesfehérvár szakaszon pedig maradt a korábbi 80 km/órás megengedett sebesség.

## Fekvése
A vasútvonal Pusztaszabolcson, Fejér vármegye keleti részén ágazik ki nyugati irányba a MÁV 40-es számú Budapest–Pécs-vasútvonalából. Innen nyugati irányba halad tovább, majd Seregélyes után északnyugat felé fordulva Börgöndön találkozik a 45-ös számú Sárbogárd–Börgönd-vasútvonallal, melynek itt van a végpontja, de ugyanitt ágazik belőle a 29-es számú Börgönd–Szabadbattyán–Tapolca-vasútvonal, melynek ezen szakaszán folyamatos személyforgalom nincs, csak szórványos teherforgalom zajlik rajta állandó jelleggel. Alternatív terelőútvonalként azonban időszakosan nagy a forgalom a vonalon, például a székesfehérvári pályaudvar átépítésekor ezt a vonalat használták a pusztaszabolcsi személyvonatok és a Budapest és Balatonfüred között közlekedő sebesvonatok is.

## Története
A vasútvonalat Börgönd–Adony-Szabolcs viszonylatban 1896. október 1-jén adta át a forgalomnak a Fejér és Tolna vármegyei HÉV, míg a Székesfehérvár–Börgönd viszonylaton 1898-ban kezdődött el a közlekedés. Zichy Nepomuk János, Zichyújfalu földesura jelentős összegekkel finanszírozta az építkezést. Korábban fontos része volt az országos hálózatnak, mivel az 1909. június 19-én átadott Börgönd–Szabadbattyán vonalszakasz és a 29-es számú Székesfehérvár–Tapolca-vasútvonal kiépítésével létrejött a Pusztaszabolcs–Börgönd–Szabadbattyán–Tapolca összeköttetés, amelynek célja a Déli Vasút Budapest–Murakeresztúr-vasútvonalának elkerülése volt ezen az útirányon.
A Magyar Szent Korona Országai részére készített 1914–1915-ös állami költségvetési évben szerepel Zichyújfalu és Seregélyes vasútállomások bővítése. Ekkoriban naponta 25–32 vonat közlekedett körforgalom idején Zichyújfalu és Seregélyes állomásokon. A vágányzat 60 tengely befogadásról 100 tengelyesre való befogadásának meghosszabbítása, illetve a seregélyesi állomás rakodóterének bővítése is szerepel a költségvetési évben. E munkákra 280 000 osztrák–magyar korona összköltség lett meghatározva.
Ecsődi László 1999. március 25-én írásbeli kérdést nyújtott be dr. Katona Kálmán közlekedési, hírközlési és vízügyi miniszternek „A jövő évezred küszöbén múlt századi közlekedési viszonyok” címmel. Az irományban leírtak szerint Zichyújfalu önkormányzata és lakossága panasszal fordult Ecsődi Lászlóhoz a Pusztaszabolcs–Székesfehérvár-vasútvonalon közlekedő vonatok ügyében, mely panaszok szerint a járatok nem tartják be a menetrendet és rendszeresen késnek. A késések okán az utazók rendszeresen nem érték el a helyi autóbuszokat, amely leginkább a város szélén elhelyezkedő ipari zónákban dolgozó gyári munkásokat érintette, akik ennek okán elkéstek a munkahelyükről. Emiatt bizonyos esetekben a munkavállalók elveszítették az állásukat. A késések mellett az utazóközönség panasszal élt az 1-2 kocsival közlekedő vonatjáratokra is, ahol rendszerint kevés volt az ülőhely.
Ecsődi László még 1998 szeptemberében levélben kereste meg a MÁV székesfehérvári állomásfőnökét, melyre azt a választ kapta levélben, hogy a MÁV Igazgatóság a Személyszállítási Főigazgatóság segítségével orvosolni fogja a problémát.
2007-ben Heinczinger István, a MÁV akkori vezérigazgatója a Fejér Megyei Hírlapnak nyilatkozva megemlíti a Pusztaszabolcs–Székesfehérvár-vasútvonal lehetséges villamosítását a MÁV önálló infrastruktúra-fejlesztési programja keretében. Állítása szerint a MÁV a programot elfogadta, s amint a tulajdonos, a Gazdasági és Közlekedési Minisztérium jóváhagyja azt, akkor a vasúttársaság saját forrást teremt rá. Muskovics György, a 44-es vasútvonal felújítását kivitelező vállalkozás projektvezetője a 2009. július 6-i zichyújfalui lakossági fórumon elmondta, hogy készülnek a tervek a vasútvonal villamosítására. 2014-ben a Fejér Megyei Hírlap megkeresésére a Magyar Államvasutak Kommunikációs Igazgatóságának munkatársa elmondta: a Pusztaszabolcs–Székesfehérvár-vasútvonal villamosítása nincs napirenden, a vasútvonal villamosítása a pusztaszabolcsi műszaki bázis miatt merült fel, illetve egy lehetséges útirányként vetődött fel a teherforgalom részére. A MÁV Államvasutak Kommunikációs Igazgatóságának elmondása szerint a 44-es vasútvonalat csak rendkívüli esetekben használják, mint terelő útirányt, s ezért nincs napirenden a vasútvonal villamosítása.
A vasútvonalat a 30a vonal Tárnok – Székesfehérvár közötti szakaszának átépítéséhez kapcsolódóan 2009-ben felújították. A személyvonatok engedélyezett sebességét a korábbi 40-ről 100 km/h-ra emelték.
A vasútvonal a transzeurópai vasúti áruszállítási hálózat része a 30a vonal kerülő útirányaként.
2015 januárjában a vasútvonal utasai aláírásgyűjtésbe kezdtek a sűrűbb járatindítás és a zsúfoltság megszüntetése – plusz vasúti kocsik – érdekében. Csányi Kálmán (Fidesz–KDNP), Pusztaszabolcs polgármestere elmondása szerint az utasok ügye érdekében felhívta a vasúti-menetrendeket készítő Közlekedéstudományi Intézetet, hogy jelezze milyen problémával küzdenek minden nap az utasok. A Magyar Államvasutak elmondása szerint a Pusztaszabolcs–Székesfehérvár-vasútvonalon 2008 óta közlekednek a járatok kétórás ütemes menetrend szerint. Ez a menetrend azóta változatlan formában szolgálja ki az utasforgalmat. A Magyar Államvasutak a vasútvonal menetrendjében nem tervezett változtatásokat, többlet vonatok közlekedtetésében ekkor nem láttak lehetőséget. A MÁV véleménye szerint a menetrend megfelel a hivatásforgalmi igényeknek.
Az aláírásgyűjtés során közel 140 aláírást gyűlt össze. Pájné Ludvig Erzsébet, az aláírásgyűjtés vezetője a Fejér Megyei Hírlapnak elmondta: a probléma az, hogy a két óránként indulnak a vonatok és a menetrend nem veszi figyelembe sem a dolgozók, sem a tanulók igényeit. Szerinte a legnagyobb baj a délelőtti járatokkal van. A reggel 6 óra után néhány perccel induló járat a nebulóknak túl korán van, míg a 7 órára munkába járó munkásembereknek túl későn van. A helyiek azt a megoldást szorgalmazzák, hogy reggel fél hétkor indítsanak egy járatot a tanulók számára, és Fehérvárról visszafelé, a délutáni órákban 60 percenként közlekedjen egy járat.
2018. február 26. és 2019. március 31. között a Pusztaszabolcs–Székesfehérvár-vasútvonalon a személyforgalmat személyvonatok helyett vonatpótló-autóbuszok biztosítják. A személyforgalom vonatpótló-autóbuszokkal történő biztosítására azért van szükség, mert a Budapest–Pusztaszabolcs-vasútvonal Kelenföld–Érd szakasza közötti részen vágányzár van az említett időintervallumban, és emiatt megnövekedett a Pusztaszabolcs–Székesfehérvár-vasútvonalra terelt tehervonat-forgalom.  A vasútvonal kapacitását a Seregélyesnél telepített térközjelzővel növelték. A vonatpótló-autóbuszok használatával megnövekedett a menetidő a Pusztaszabolcs–Székesfehérvár-vasútvonalon, mivel a vonatpótló-autóbuszoknak hosszabb távot kellett megtenniük, mint a személyvonatnak. Vörös Attila, az Indóház vasúti magazin munkatársa szerint „az első nap tapasztalatai alapján nyugodtan maradhattak volna a Bézék, a térközt sem nagyon használták ki, sokkal jobban limitál a pusztaszabolcsi és a fehérvári pályaudvar kapacitása”.
A 2018. november 15-én közzétett 1573/2018 (XI. 15.) kormányhatározatban szerepel a Pusztaszabolcs–Székesfehérvár-vasútvonal felújítása.

## Pálya
A pályasebesség a 2012-es nyári menetrend életbe lépésétől 80 km/óra. Azonban a vonatok 225 kN-os tengelyterhelésnél Pusztaszabolcs és Börgönd között 100 km/órával is mehetnek, ez lényegében a legtöbb szerelvény számára lehetővé teszi a 100 km/órás sebesség elérését.

## Járművek
A vonalon a helyi személyvonatok 2000 környékén elsősorban Bzmot motorkocsikkal közlekedtek. Korábban M41+Bhv+Bhv+Bhv összeállításban lehetett utazni errefelé. De már 1996-ban megjelentek az első 300-as pályaszámú felújított Bz-k, majd egy éven belül az összes az lett, egy pár kivételével, de már ez előtt is volt Bz a vonalon, még a régi, nem átalakított. 2005/2006-ig az az utolsó szabolcsi, első fehérvári  vonat M41 forda volt, a vonal állapotának romlásával azonban Bz-vel lett kiváltva, mivel már csak 20 km/h-val haladhattak a mozdonyos vonatok.
A 30a vonal felújítása idején a Balaton északi partjára tartó gyors és sebesvonatok kerültek erre. Az utasok és a vonalon szolgálatukat teljesítő MÁV-dolgozók szerint a Bz-típuscsalád már nem képes megfelelően ellátni az igen nagy személyforgalmú vonalat, ezért több ízben kérést intéztek a MÁV-Start Zrt. elé, hogy változzon az összeállítás M41+Bhv+Bhv+Bhv vagy pedig Desiro+Desiro összeállításra. Némi eredménye lett az előterjesztésnek: minden járat férőhely-kapacitása szeptember 2-ától meg lett növelve.
A vonal szempontjából a legforgalmasabb állomás Pusztaszabolcs és Székesfehérvár mellett Zichyújfalu állomás, melynek napi átlagos utasforgalma kb. 140 fő.
A vonalon 2019 áprilisától a korábbi Bzmotok helyett SzVÖR szerint Siemens Desiro típusú motorvonatok közlekednek.

## Egyéb érdekességek

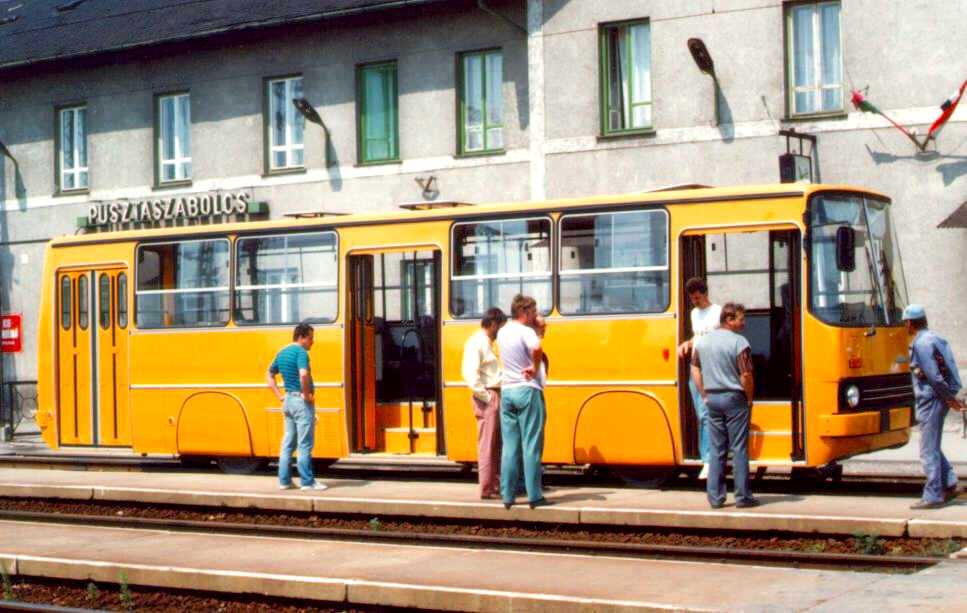
Ikarus 260 MÁV

- 1986-ban ezen a vonalon tesztelték az Ikarus 260-as típusú sínautóbuszt. A teszt sikertelen volt, ugyanis a két merev tengely közötti nagy távolság az ívekben való közlekedést problémássá tette, valamint egyéb műszaki aggályok is felmerültek. Az autóbusz visszaalakítása óta Szentes környékén közlekedik, helyközi autóbuszként.
- A vonalnak egyetlen csatlakozó iparvágánya van: a zichyújfalui ipari parkba vezető sínpár, melyen a világszínvonalú gyár csődje óta nem közlekedik tehervonat. A vagonokat Pusztaszabolcs állomás tartalék M47-ese vontatta.
- A 2012/2013-as menetrendi időszak érvényesítésével Börgönd állomás kiszolgálása megszűnt, bár a forgalmisták és bakterok továbbra is ott teljesítenek szolgálatot. A puszta lakói kérvényezték, hogy napjában néhány járat álljon meg Börgöndön. A 2013-as nyári menetrend érvénybe lépésétől (június 15.) négy pár vonat újra menetrend szerint megáll a csekély személyforgalmú vasúti csomóponton, illetve 2015-ben a nyári időszakban Budapest-Balatonfüred viszonylatban közlekedő Katica sebesvonat is, aminek székesfehérvári csatlakozó járatára itt lehetett átszállni.
- A vonal állomásainak leromlott állapota elég szembetűnő, a felújítási projekthez tartozott volna a teljes renoválás. Zichyújfalu állomás kertjét 2014-ben kitisztították és virágokat ültettek a vasúti közmunka keretében. A kert azóta ismét elhanyagolt állapotban van.

## Állomások galériája

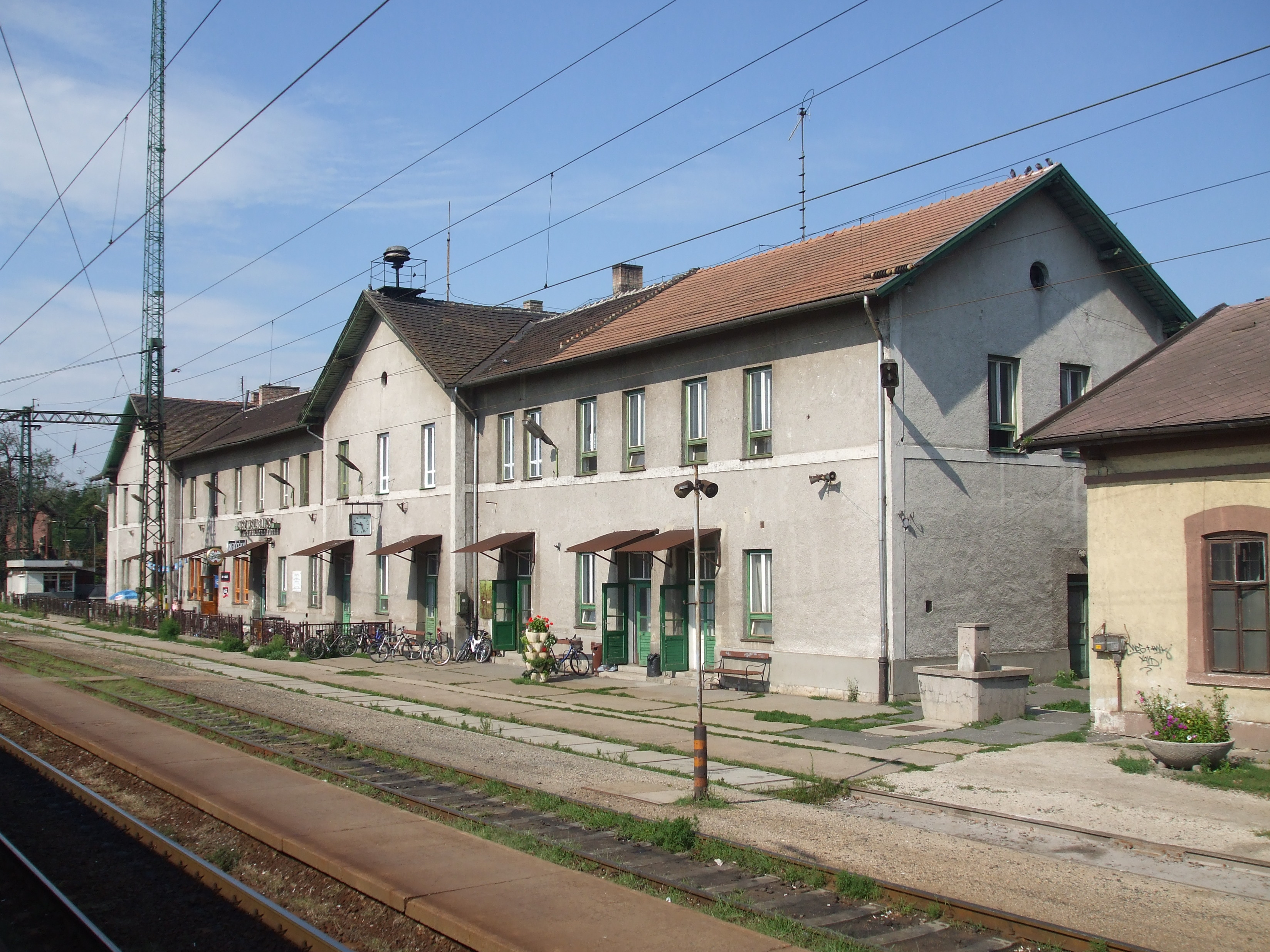
Pusztaszabolcs állomás
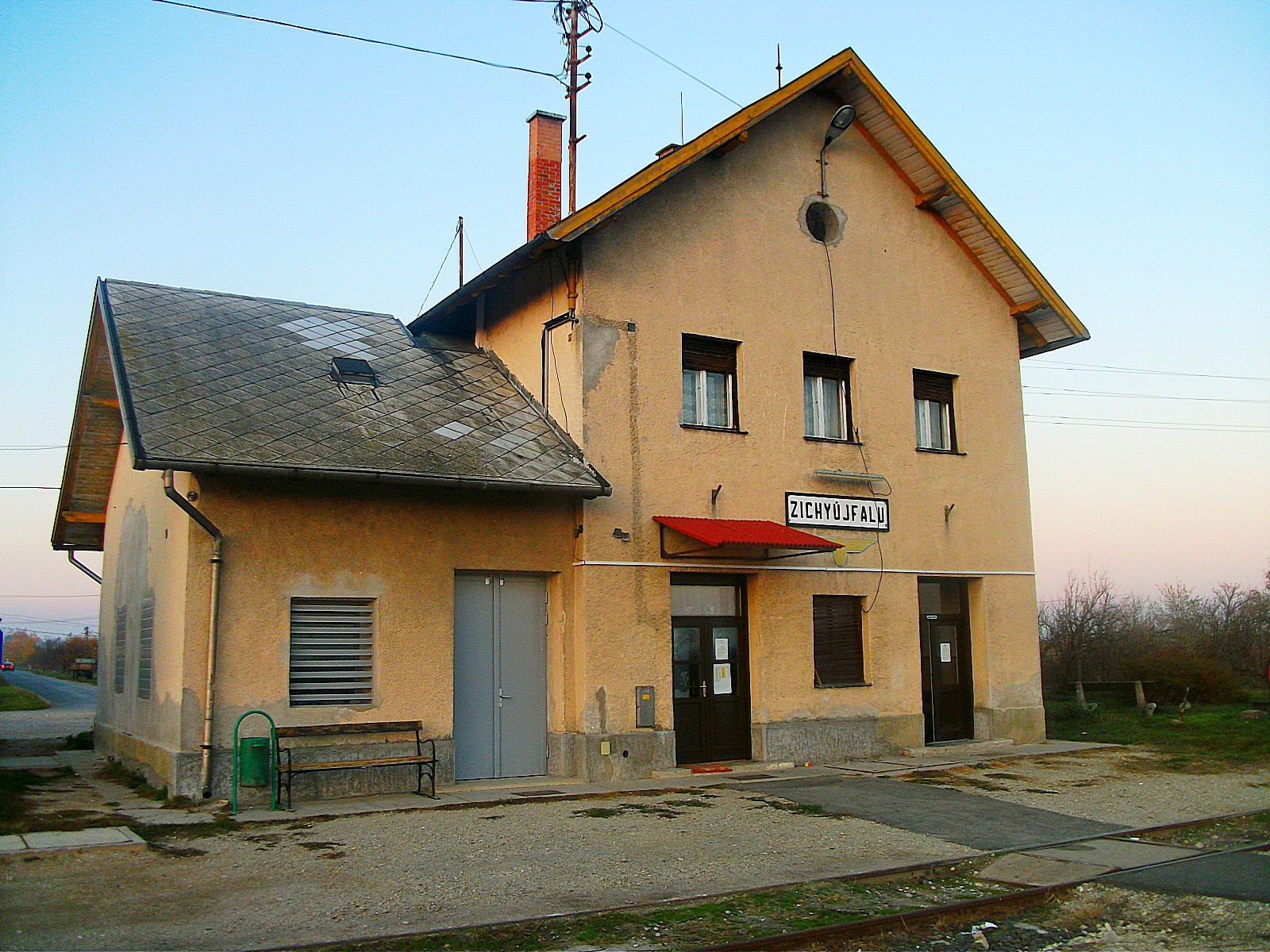
Zichyújfalu állomás
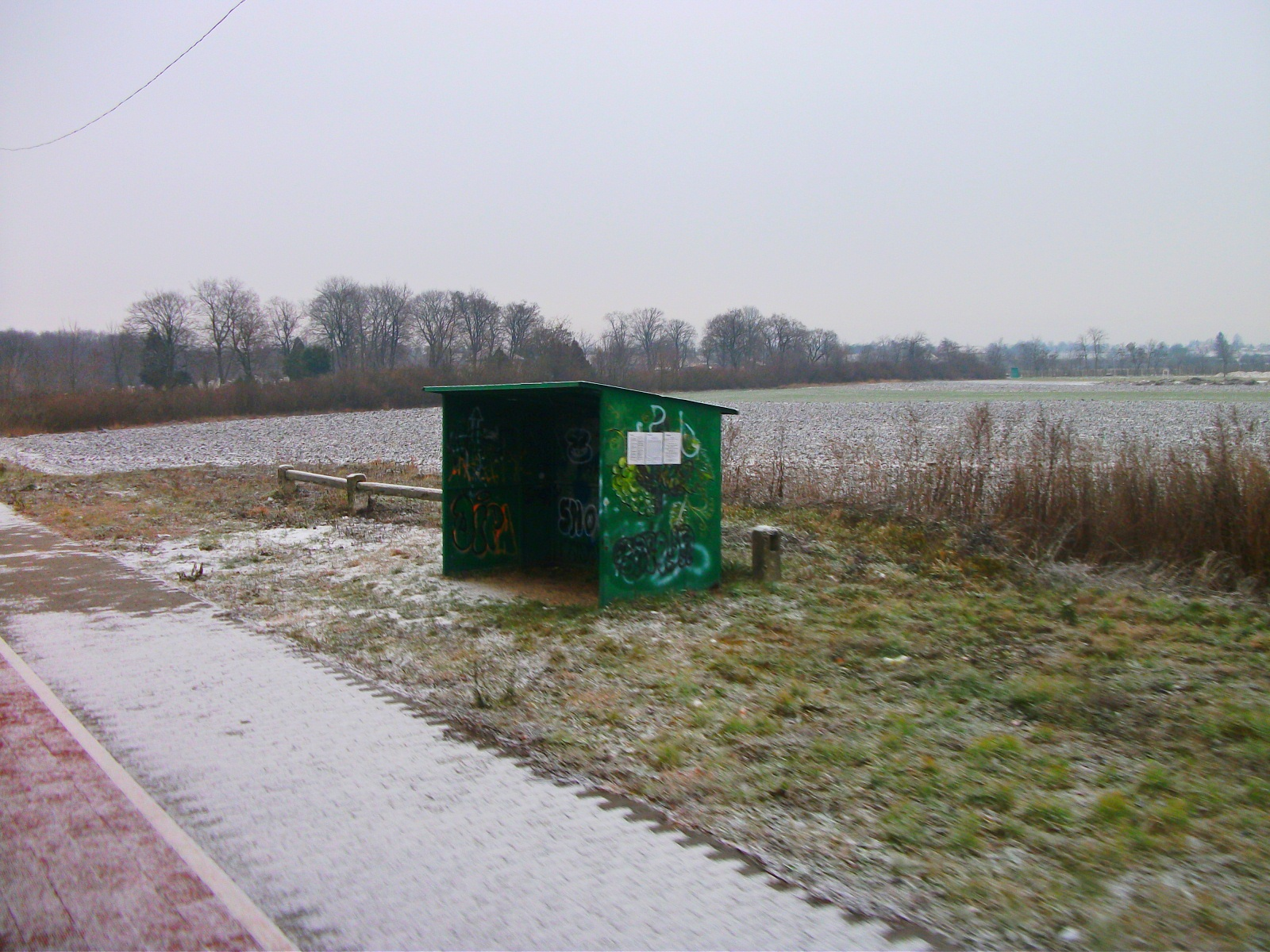
Seregélyes-Szőlőhegy megállóhely
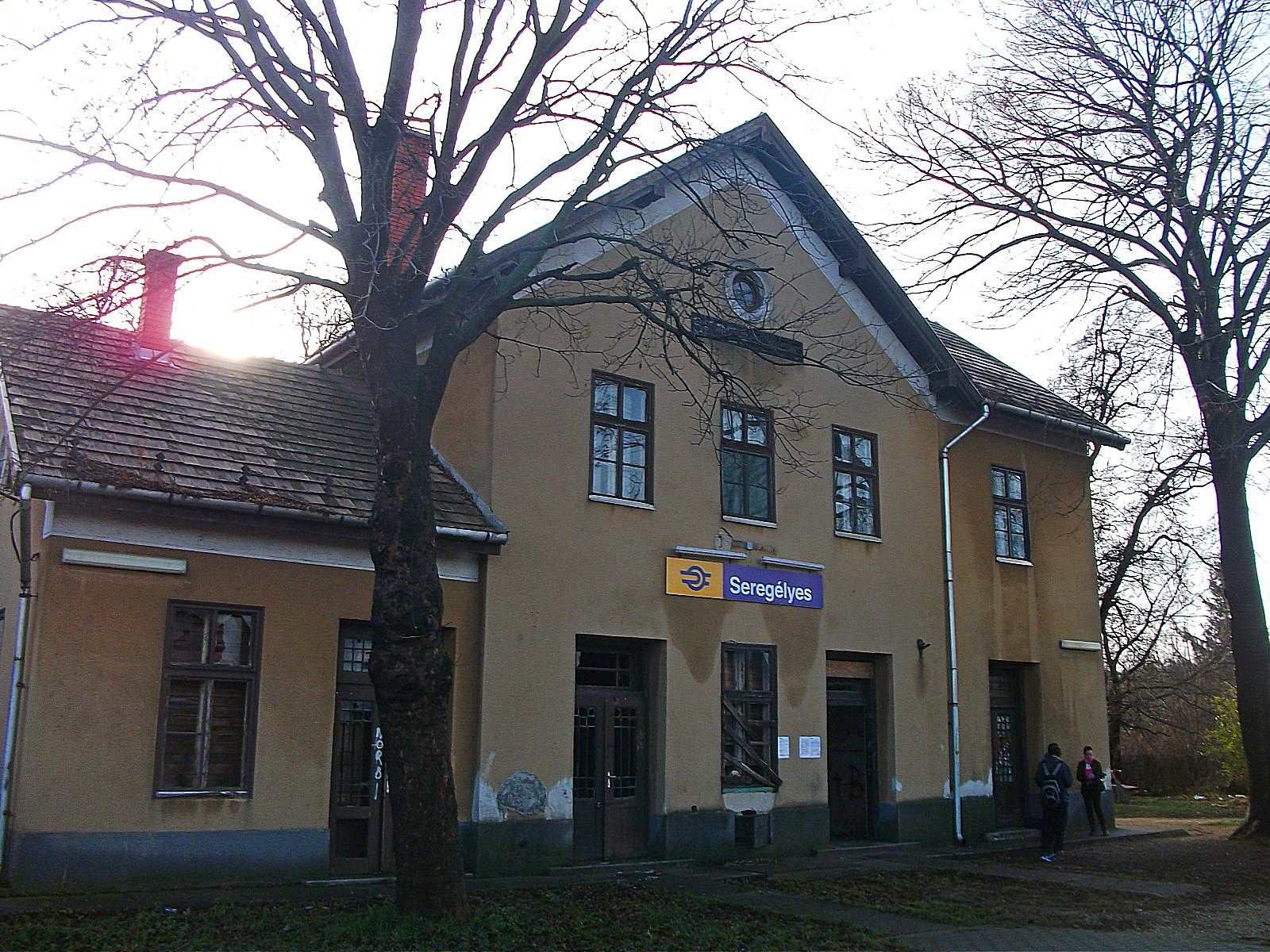
Seregélyes megállóhely
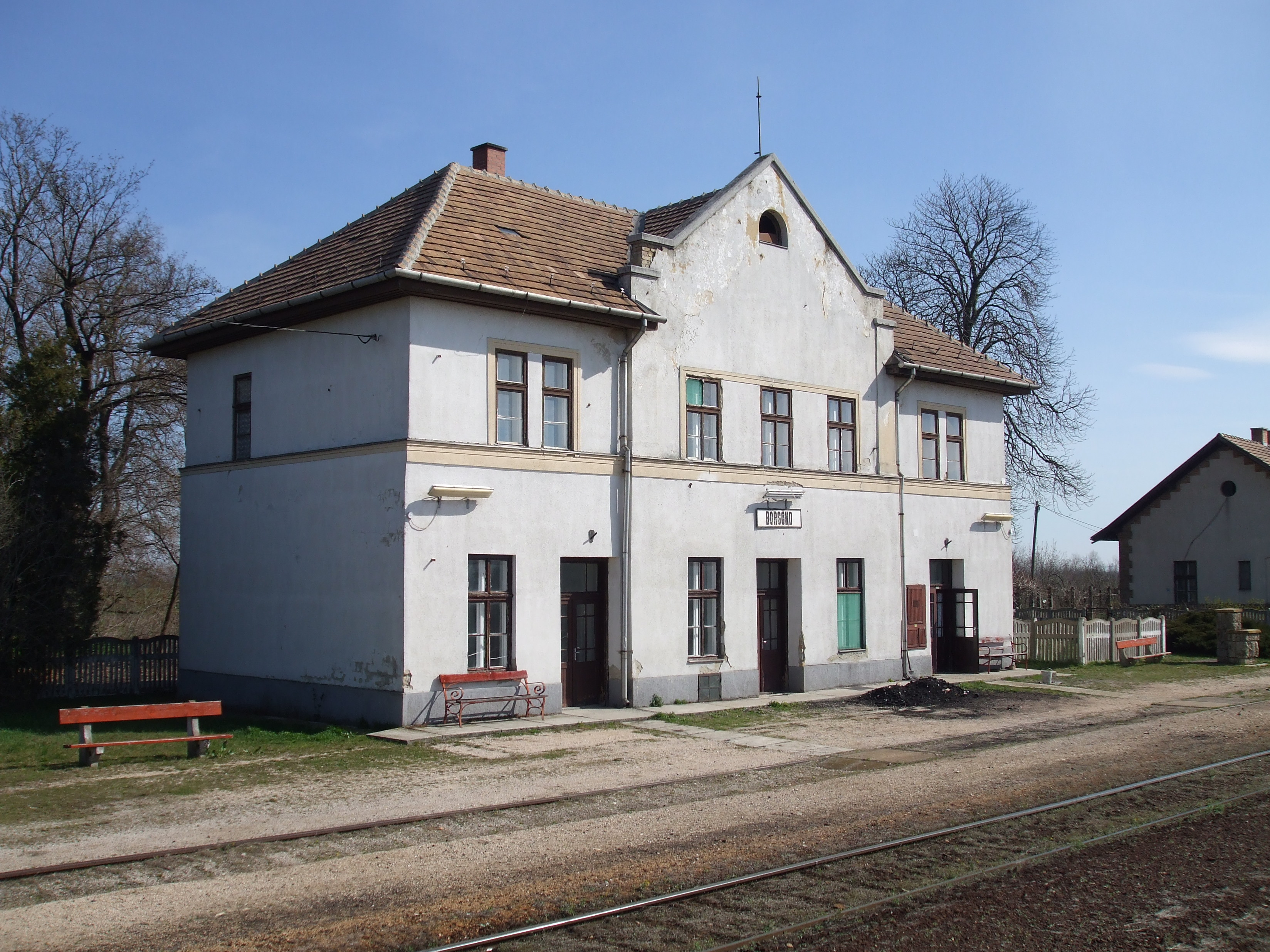
Börgönd állomás
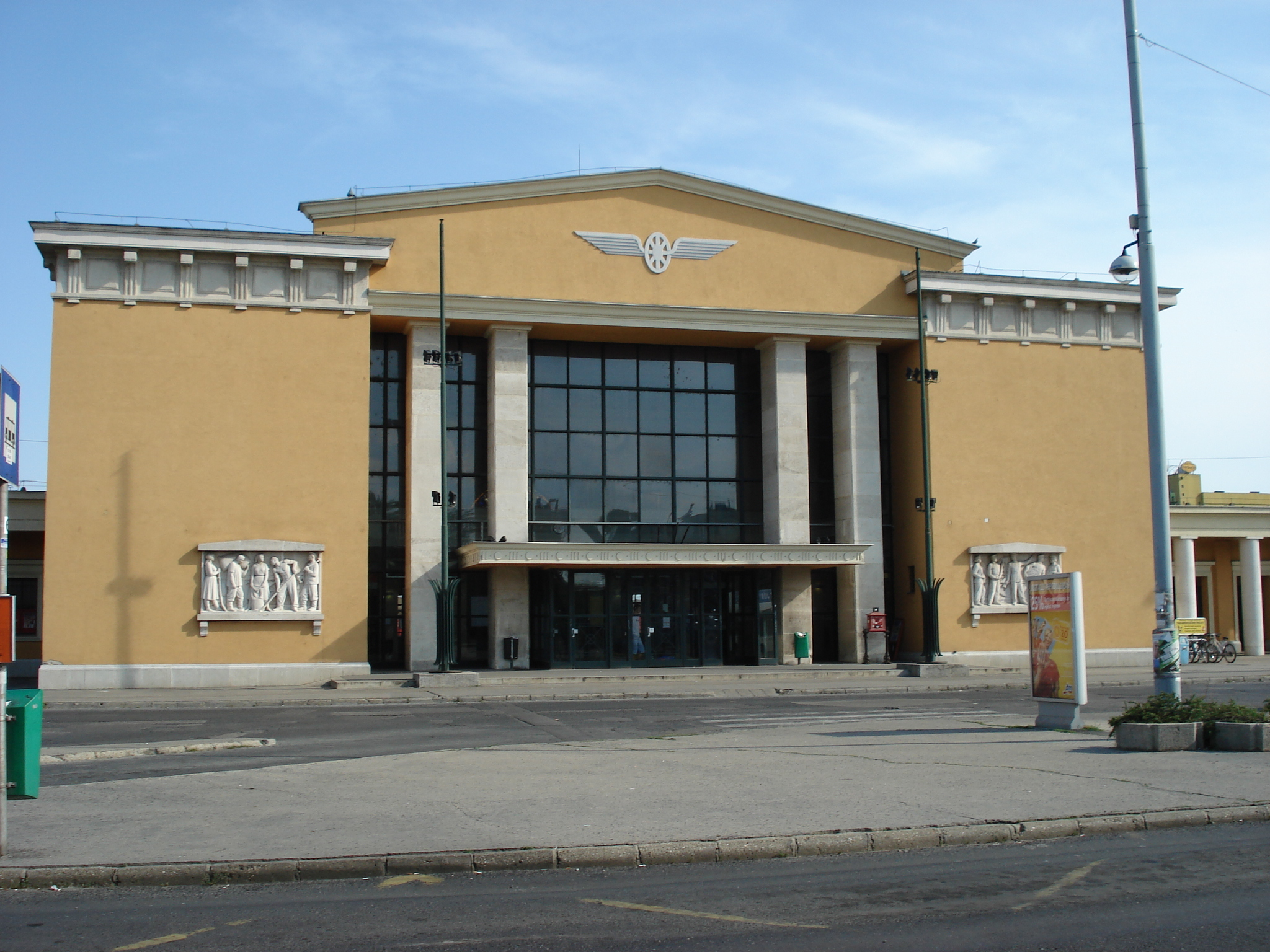
Székesfehérvár állomás

## Járatok
A lista a 2020–2021-es menetrend adatait tartalmazza.
| Vonat          | Útvonal                                   |
| személyvonatok | személyvonatok                            |
| -------------- | ----------------------------------------- |
| S440           | Székesfehérvár – Börgönd – Pusztaszabolcs |